# Exarchat
« Exarchat » (/ɛgzaʁka/), mot d'origine grecque, peut prendre deux sens. Le premier, politique et administratif, est propre à l'Empire romain d'Orient. L'autre, ecclésiastique, est propre à l'Église orthodoxe et aux Églises catholiques orientales.

## L'exarchat, autorité civile et militaire des marges de l'Empire

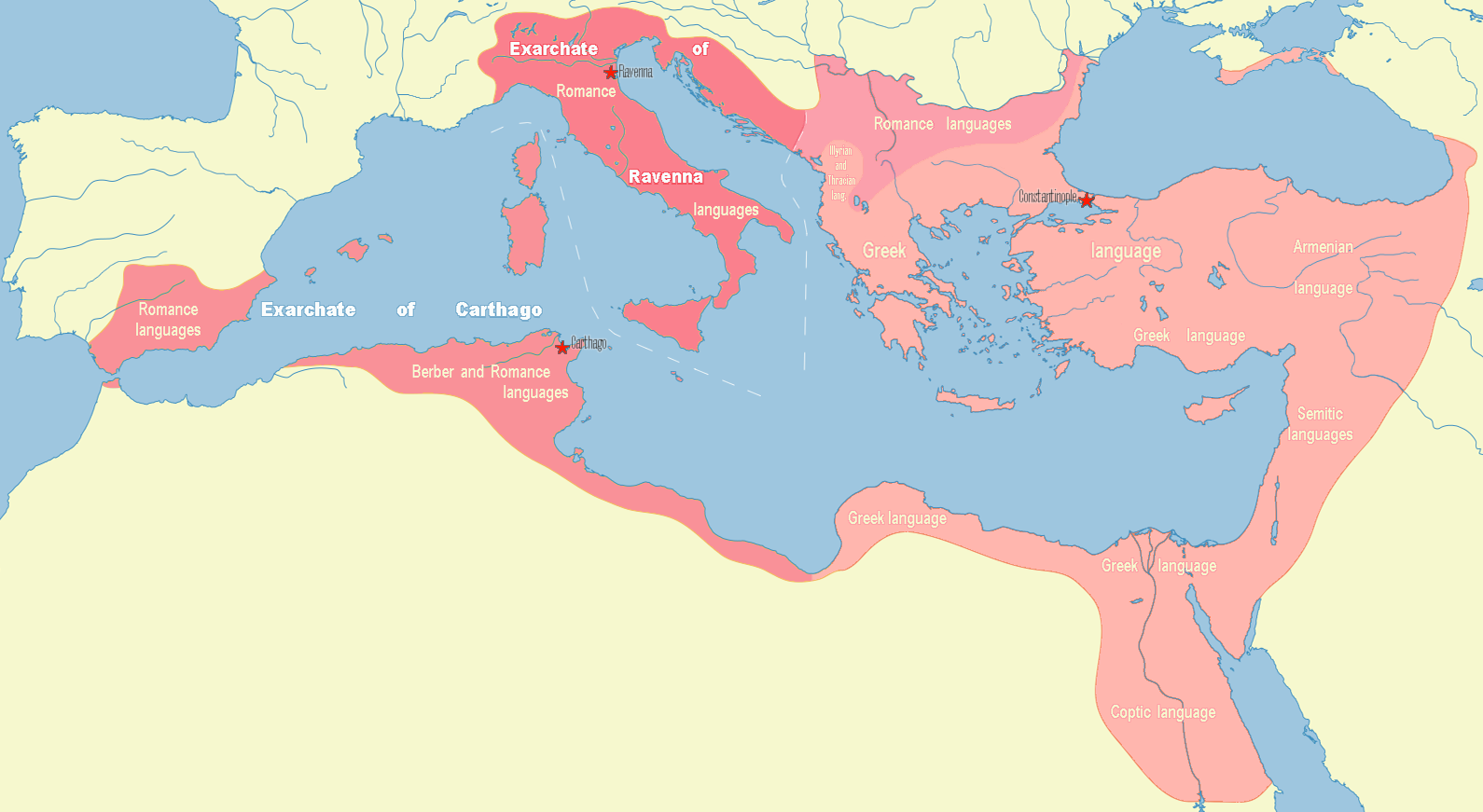
En rose plus foncé, les exarchats de Ravenne et de Carthage en 560, avec les langues vernaculaires.

L’exarchat est une organisation de certains territoires périphériques de l’Empire byzantin, mise en place au VIe siècle pour faire face à la menace d’envahisseurs. L’exarchat est dirigé par un « exarque » qui concentre les pouvoirs civils et militaires.
Le nom « exarque » vient du grec exarchos par l’intermédiaire du latin exarchus. Il est synonyme de gouverneur, d’après le verbe exarchein, « diriger, gouverner ». L’exarque était un haut fonctionnaire, délégué dans un territoire éloigné de la capitale, détenant simultanément les pouvoirs civil et militaire, lesquels étaient séparés dans le reste de l’empire. 
Cette organisation visait à réagir de façon optimale aux dangers menaçant l’empire dans ses régions périphériques, sans devoir attendre les ordres venus de Constantinople. Ils bénéficiaient d’un plus grand degré d’indépendance que les autres gouverneurs provinciaux.
Seuls deux exarchats furent constitués, à Ravenne contre l'invasion des Lombards, et à Carthage. Les autres provinces de l’empire byzantin reçurent progressivement une organisation semblable, mais sous le nom de « thèmes ».
Les exarques civils étaient de véritables vice-rois, à qui l'on confiait le gouvernement de plusieurs provinces tandis que les exarques ecclésiastiques étaient des délégués du patriarche de Constantinople ou du Saint-Synode, chargés de visiter les diocèses, et de surveiller la discipline et les mœurs du clergé.

## L'exarchat, représentation d'un primat en dehors de son territoire
Dans les Églises d'Orient, un exarque est un évêque qui a reçu pour mission de représenter un patriarche auprès d'un autre patriarche ou dans un lieu qui n'est le territoire d'aucune Église orthodoxe autocéphale.
Le vicaire impérial (gouverneur d'un diocèse politique) s'appelait souvent « exarque » dans les parties orientales et grecques de l'Empire. Par conséquent, il est courant chez les métropolites des capitales diocésaines (Éphèse dans le diocèse d'Asie, Heraclea en Thrace et Césarée en Cappadoce ) d'utiliser le titre « exarque » à leur égard afin de souligner leur prééminence et la primauté de leur statut sur les métropolites  des autres diocèses politiques locaux. 
Le Concile de Chalcédoine qui accorde en 451 une autorité spéciale à Constantinople, comme étant «la résidence de l'empereur et du Sénat», place les exarques diocésains sous la juridiction de l'archevêque de Constantinople. Les métropolitains — exarques d'Éphèse — essayèrent de résister à la juridiction suprême de Constantinople, mais échouèrent finalement en raison du soutien du gouvernement impérial à la création d'un Patriarcat centralisé. 
Lorsque la proposition de former un gouvernement de la chrétienté universelle autour de cinq patriarcats (Rome, Constantinople, Alexandrie, Antioche et Jérusalem, connue sous le nom de la pentarchie) a été formulée dans la législation de l'empereur Justinien I (527-565), le nom « patriarche » devint officiel afin de désigner les chefs des grandes églises autocéphales, et le titre d'« exarque », par rétrogradation, fut utilisé pour désigner les métropolites comme les « exarques patriarcaux » des provinces ecclésiastiques. La prééminence de Constantinople mit fin aux privilèges des trois anciens exarchats  originaux, qui retombèrent dans leur statut de métropolites ordinaires.
L'exarchat est à la fois la dignité de l'exarque, l'ensemble des paroisses et des fidèles placés sous sa responsabilité ainsi que l'église et les bâtiments qui en constituent le siège. C'est en quelque sorte un évêché sans diocèse et sans structure prévue pour durer. C'est une façon de s'adapter à des circonstances particulières : absence d'une église locale organisée, nécessité d'assurer une vie liturgique à un personnel diplomatique.
Un exarchat possède un statut dérogatoire par rapport au principe de la territorialité de l'organisation ecclésiastique. L'évêque mentionné dans les diptyques n'est pas l'évêque du lieu mais le primat représenté par l'exarque. On peut comparer l'exarchat ecclésiastique à l'extra-territorialité de bâtiments diplomatiques.
Les métropolites des « Nouvelles Terres » du Nord et de l'Est de la Grèce (nord du continent, îles égéennes, Crète) ne dépendent pas du patriarcat d'Athènes mais sont des exarques du Patriarcat œcuménique de Constantinople.